# IBBY
International Board on Books for Young People (IBBY), deutsch „Internationales Kuratorium für das Jugendbuch“, ist eine gemeinnützige Organisation zur Förderung der Kinder- und Jugendliteratur mit Sitz in Basel.

## Ziele
IBBY soll der internationalen Verständigung durch Kinderliteratur dienen und Kindern weltweit den Zugang zu Büchern mit literarischem und künstlerischem Anspruch ermöglichen, ferner die Voraussetzungen für die Veröffentlichung und Verbreitung qualitätvoller Kinderbücher vor allem in Ländern, in denen die Bedingungen dafür noch nicht ausreichend vorhanden sind, schaffen. Ein weiteres Ziel ist die Unterstützung und Weiterbildung für alle an Kinder- und Jugendliteratur Interessierten und Anregung zu wissenschaftlicher Beschäftigung mit Kinderliteratur.

## Geschichte
1952 fand in München die von Jella Lepman organisierte Konferenz International Understanding through Children’s Books (‚Internationale Verständigung durch Kinderbücher‘) statt. Dort entstand die Idee des International Board on Books for Young People, das 1953 in Zürich gegründet wurde. Zu den Gründungsmitgliedern gehörten Erich Kästner, Lisa Tetzner, Astrid Lindgren, Fritz Brunner, Richard Bamberger und Bettina Hürlimann.

## Arbeitsweise
IBBY umfasst heute zweiundsiebzig nationale Sektionen. Nationale Sektionen sind in unterschiedlichen Organisationsformen auf nationaler, regionaler und internationaler Ebene tätig. Deutsche Sektion ist seit 1955 der Arbeitskreis für Jugendliteratur (AKJ). Eine Einzelmitgliedschaft bei IBBY ist möglich, wenn es im betreffenden Land keine nationale Sektion gibt. IBBY repräsentiert sowohl Länder mit hochentwickelten Verlags- und Literaturprogrammen als auch solche, in denen sich erst einige wenige engagierte Fachleute um den Aufbau zufriedenstellender Bedingungen für Kinder- und Jugendliteratur bemühen.
Mitglieder der nationalen Sektionen sind unter anderem Autoren und Illustratoren, Verleger, Lektoren, Übersetzer, Journalisten, Kritiker, Kindergärtner, Lehrer, Hochschulprofessoren, Studenten, Bibliothekare, Buchhändler, Sozialarbeiter und auch Eltern.
Die Planung und Durchführung von Aktivitäten wird von einem Exekutivkomitee bestimmt, das alle zwei Jahre in der Generalversammlung während des IBBY-Kongresses von den nationalen Sektionen gewählt wird. Es besteht aus dem Präsidenten und zehn Vorstandsmitgliedern aus verschiedenen Ländern. Der Arbeitskreis für Jugendliteratur ist im IBBY-Vorstand, dem Executive Committee, derzeit mit Doris Breitmoser (Geschäftsführer, Arbeitskreis für Jugendliteratur) vertreten.
IBBY finanziert sich aus den Jahresbeiträgen der nationalen Sektionen sowie Spenden.
Als nichtstaatliche Organisation mit offiziellem Status ist IBBY bei UNESCO und UNICEF in die Vorbereitung politischer Entscheidungen einbezogen und wirkt als Anwalt des Kinder- und Jugendbuchsektors. Die Organisation fühlt sich nach eigenen Angaben den Grundlagen des internationalen Abkommens über die Rechte der Kinder verpflichtet, das 1990 von den Vereinten Nationen ratifiziert wurde. Eine der wichtigsten Forderungen dieser Konvention ist das Recht des Kindes auf umfassende Erziehung und Ausbildung und unmittelbaren Zugang zu Informationen. Aufgrund einer Initiative von IBBY anlässlich der Formulierung richtet dieses Abkommen einen Appell an alle Nationen, sich für die Veröffentlichung und Verbreitung von Kinder- und Jugendbüchern einzusetzen.
IBBY pflegt weltweit enge Kontakte mit zahlreichen anderen internationalen Organisationen und Kinderbuchinstitutionen. Alljährlich ist IBBY auf der internationalen Kinderbuchmesse in Bologna vertreten und nimmt auch an anderen internationalen Buchmessen teil.
Seit dem Jahr 1967 veranstaltet IBBY jährlich am 2. April, dem Geburtstag des bekannten Dichters und Schriftstellers Hans Christian Andersen, den Internationalen Kinderbuchtag. Dieser internationale Aktionstag soll die Freude am Lesen unterstützen und das Interesse an Kinder- und Jugendliteratur fördern.
Alle zwei Jahre verleiht IBBY den Hans-Christian-Andersen-Preis an je einen lebenden Autor und Illustrator, dessen Gesamtwerk als dauernder Beitrag zur Entwicklung der Kinder- und Jugendliteratur angesehen werden kann.
Ebenfalls alle zwei Jahre erstellt IBBY eine Auswahlliste außergewöhnlicher Neuerscheinungen aus aller Welt, die so genannte IBBY Honour List. Durch die Aufnahme werden Autorinnen, Illustratoren und Übersetzerinnen aus allen IBBY-Mitgliedsländern ausgezeichnet.
Außerdem wurde durch die Kooperation von IBBY 1985 an der Universität Oslo/Norwegen das IBBY Documentation Centre of Books for Young People with Disabilities eingerichtet. Der Dokumentationsdienst wurde eine eigene Abteilung im Institut für Sonderpädagogik und geleitet von Nina Askvig (Reidarson), bis sie 2002 in Pension ging. Danach wurde die Sammlung von ca. 4000 Medien an die Sonderschulzentrum Haug überführt.